# Sejmik Województwa Mazowieckiego

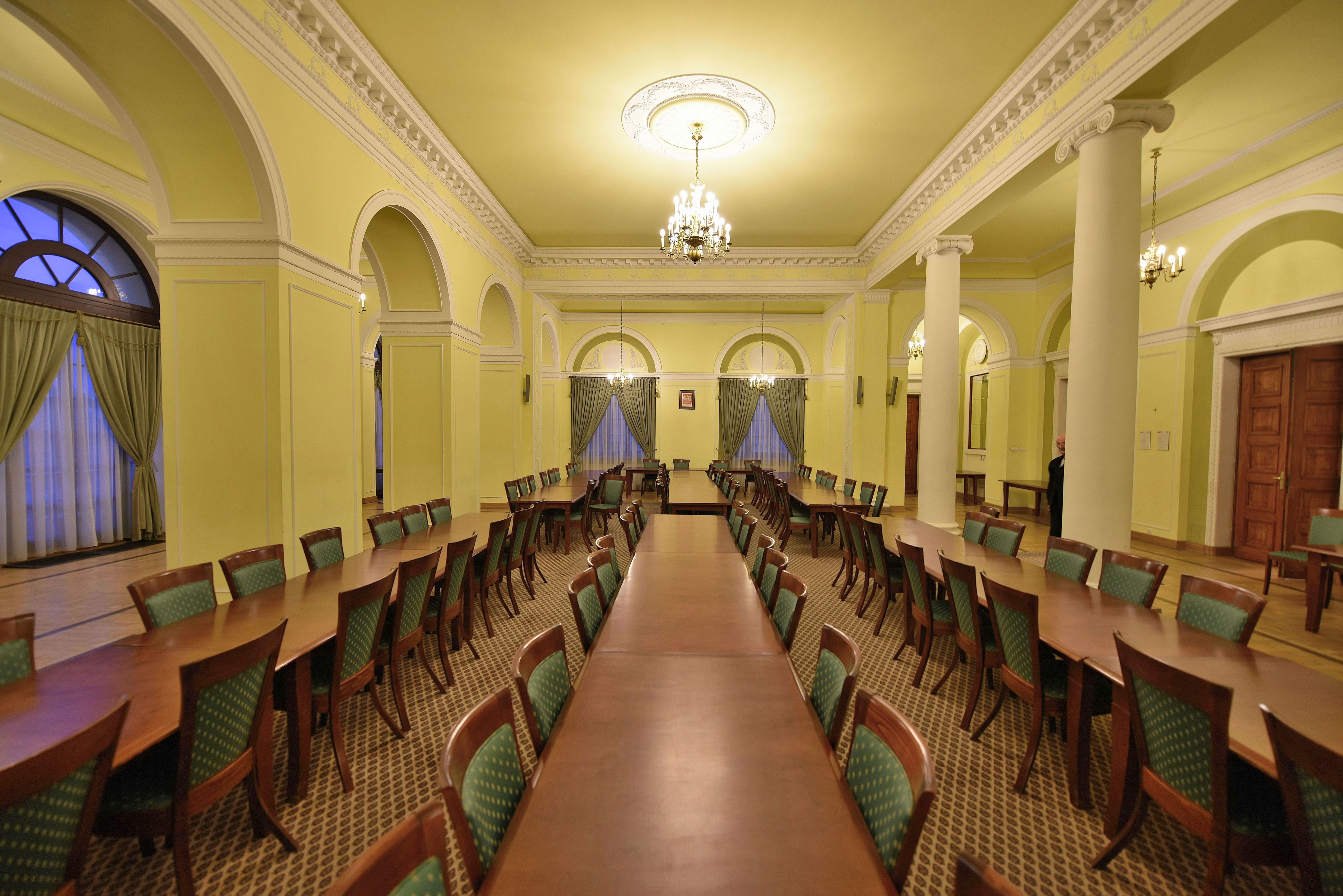
Sala im. Stefana Starzyńskiego w pałacu Ministra Skarbu, w którym obraduje Sejmik

Sejmik Województwa Mazowieckiego – organ stanowiący i kontrolny samorządu województwa mazowieckiego. Istnieje od 1998 roku. Obecna, VII kadencja Sejmiku, trwa w latach 2024–2029.
Sejmik Województwa Mazowieckiego składa się z 51 radnych, wybieranych w województwie mazowieckim w wyborach bezpośrednich na kadencje trwające 5 lat (w latach 1998–2018 kadencja trwała 4 lata).
Siedzibą sejmiku województwa jest Warszawa. Radni sejmiku obradują w Sali im. Stefana Starzyńskiego znajdującej się w pałacu Ministra Skarbu przy placu Bankowym 3/5.
Przewodniczącym Sejmiku Województwa Mazowieckiego jest Ludwik Rakowski, a marszałkiem województwa mazowieckiego Adam Struzik.

## Wybory do Sejmiku
Radni do Sejmiku Województwa Mazowieckiego są wybierani w wyborach co 5 lat (do 2018 co 4) w siedmiu okręgach wyborczych, które nie mają swoich oficjalnych nazw. Zasady i tryb przeprowadzenia wyborów określa odrębna ustawa. Skrócenie kadencji sejmiku może nastąpić w drodze referendum wojewódzkiego.
| Nr okręgu | Powiaty i miasta na prawach powiatu | Liczba radnych | Liczba wyborców w 2024 |
| --------- | --- | -------------- | ---------------------- |
| 1         | Warszawa (dzielnice: Mokotów, Ochota, Śródmieście, Ursynów, Wilanów)                                                                                             | 5              | 441 915                |
| 2         | Warszawa (dzielnice: Bemowo, Bielany, Ursus, Włochy, Wola, Żoliborz)                                                                                             | 5              | 412 075                |
| 3         | Warszawa (dzielnice: Białołęka, Rembertów, Targówek, Wawer, Wesoła, Praga-Południe, Praga-Północ)                                                                | 6              | 469 990                |
| 4         | miasto Płock powiaty: ciechanowski, gostyniński, mławski, płocki, płoński, przasnyski, pułtuski, sierpecki, sochaczewski, żuromiński, żyrardowski                | 8              | 674 074                |
| 5         | miasto Radom powiaty: białobrzeski, grójecki, kozienicki, lipski, przysuski, radomski, szydłowiecki, zwoleński                                                   | 7              | 543 552                |
| 6         | miasta: Ostrołęka, Siedlce powiaty: garwoliński, łosicki, makowski, miński, ostrołęcki, ostrowski, siedlecki, sokołowski, węgrowski, wyszkowski                  | 9              | 699 959                |
| 7         | powiat grodziski, powiat legionowski, powiat nowodworski, powiat otwocki, powiat piaseczyński, powiat pruszkowski, powiat warszawski zachodni, powiat wołomiński | 11             | 887 373                |
|           | Razem (Σ) | 51             | 4 128 938              |

## Organizacja Sejmiku
Sejmik tworzy 51 radnych, wybierających spośród siebie przewodniczącego i 3 wiceprzewodniczących. Radni pracują w tematycznych komisjach stałych i doraźnych. Komisje stałe:
Komisja Budżetu i Finansów
Komisja Edukacji, Nauki i Szkolnictwa Wyższego
Komisja Kultury i Dziedzictwa Narodowego
Komisja Ochrony Środowiska
Komisja Polityki Społecznej i Prorodzinnej
Komisja Prawa, Samorządu, Bezpieczeństwa i Porządku Publicznego
Komisja Promocji Województwa Mazowieckiego i Współpracy Zagranicznej
Komisja Rewizyjna
Komisja Rolnictwa i Terenów Wiejskich
Komisja Rozwoju Gospodarczego, Infrastruktury i Przeciwdziałania Bezrobociu
Komisja Strategii Rozwoju Regionalnego i Zagospodarowania Przestrzennego
Komisja Zdrowia i Kultury Fizycznej

## Radni Sejmiku (stany na koniec kadencji)

### I kadencja (1998–2002)
SLD: 30 
     PS: 11 
     UW: 6 
     AWS: 32 
     RP: 1 
Prezydium
- Przewodniczący: Włodzimierz Nieporęt
  - Wiceprzewodniczący: Andrzej Łuszczewski
  - Wiceprzewodniczący: Aleksander Sopliński

Kluby radnych
- Sojusz Lewicy Demokratycznej – 28 radnych:
  - Bronisław Angielczyk, Jan Chojnacki, Krzysztof Czeszejko-Sochacki, Zuzanna Dąbrowska-Ikonowicz, Ewa Gołębiowska, Jolanta Gontarczyk, Jan Górski, Ryszard Grodzicki, Jan Hawrylewicz, Zofia Kapturowska, Grzegorz Kłosowski, Jerzy Król, Leszek Kwiatek, Wiesław Matuszewski, Włodzimierz Nieporęt, Wanda Nowicka, Roman Nowicki, Marek Papuga, Ewa Petelska, Marian Popis, Marian Rodzeń, Andrzej Rutkowski, Małgorzata Rybicka, Marek Stępień, Rajmund Szwonder, Stanisław Śledziewski, Ireneusz Tondera, Marian Woronin
- Prawica – 25 radnych:
  - Ruch Społeczny – Jacek Duchnowski, Ewa Mańkowska, Marek Paradowski, Andrzej Smirnow, Piotr Smogorzewski, Piotr Wojciech Wójcik, Bogdan Zawadzki, Krzysztof Zywer
  - Zjednoczenie Chrześcijańsko-Narodowe – Andrzej Brochocki, Włodzimierz Dobrowolski, Maciej Gielecki, Henryk Goryszewski, Henryk Kowalczyk, Marek Siwiec
  - Prawo i Sprawiedliwość – Andrzej Kojro, Wanda Krajewska-Hofman
  - Stronnictwo Konserwatywno-Ludowe – Ruch Nowej Polski – Andrzej Łuszczewski, Jolanta Marcinkowska-Koranowicz
  - Ruch Trzeciej Rzeczypospolitej – Jan Parys
  - Liga Polskich Rodzin – Ewa Tomaszewska
  - Wojciech Błażejczyk, Waldemar Chrostowski, Andrzej Korzeb, Grzegorz Wysocki, Ryszard Żukowski
- Przymierze Społeczne – 11 radnych (wszyscy Polskie Stronnictwo Ludowe):
  - Tadeusz Balcerowski, Wiesław Wacław Czarnecki, Jerzy Dobek, Bogumił Ferensztajn, Henryk Kisielewski, Marian Krupiński, Aleksander Sopliński, Michał Strąk, Adam Struzik, Bogdan Tański, Janusz Wierzbicki
- Platforma Obywatelska – 9 radnych:
  - Jan Artymowski, Andrzej Borkowski, Jacenty Dejniak, Jan Dworak, Zbigniew Eysmont, Piotr Fogler, Krzysztof Mularczyk, Andrzej Pleśniewicz, Piotr Wójcik
- Unia Wolności – 2 radnych:
  - Krzysztof Dołowy, Andrzej Urbanik
- Niezrzeszeni – 5 radnych:
  - Maciej Jankowski (niezależny, poprzednio Stronnictwo Konserwatywno-Ludowe)
  - Henryka Piwowar (Liga Polskich Rodzin)
  - Janusz Rolicki (Samoobrona Rzeczpospolitej Polskiej)
  - Wojciech Siemion (Polska Partia Socjalistyczna)
  - Marek Wąsik (niezależny, poprzednio Polskie Stronnictwo Ludowe – Porozumienie Ludowe)

### II kadencja (2002–2006)
SLD-UP: 14 
     Samoobrona: 8 
     PSL: 7 
     PO: 5 
     PiS: 10 
     LPR: 7 
Prezydium
- Przewodniczący: Piotr Fogler
  - Wiceprzewodniczący: Olga Johann
  - Wiceprzewodniczący: Paweł Połanecki

Lista radnych
Mariusz Affek (Liga Polskich Rodzin), Maciej Białecki (Platforma Obywatelska), Jerzy Celiński-Mysław (niezależny, poprzednio Forum Polskie), Waldemar Chmielak (Samoobrona Rzeczpospolitej Polskiej), Andrzej Chmielewski (Ruch Samorządowy), Witold Chrzanowski (Polskie Stronnictwo Ludowe), Jacenty Dejniak (Prawo i Sprawiedliwość), Jędrzej Dmowski (Ruch Samorządowy), Jerzy Dobek (PSL), Bogumił Ferensztajn (PSL), Wiesława Filipek (Samoobrona RP), Piotr Fogler (niezależny, poprzednio PO), Leon Andrzej Gelberg (PiS), Ryszard Głoś (Sojusz Lewicy Demokratycznej), Agnieszka Beata Górska (Ruch Samorządowy), Stanisław Górski (Wspólnota Samorządowa Województwa Mazowieckiego), Romulad Gronkiewicz (PiS), Jan Hawrylewicz (SLD), Mirosław Hermaszewski (SLD), Olga Johann (PiS), Adam Kapusta (Samoobrona RP), Wanda Krajewska-Hofman (PiS), Wiesława Krawczyk (PSL), Jerzy Król (SLD), Iwona Kulesza (WSWM, ew. PiS), Elżbieta Lanc (Polskie Stronnictwo Ludowe „Piast”), Edyta Łuczak (Ruch Samorządowy), Jolanta Marcinkowska-Koranowicz (niezależna, poprzednio FP), Henryk Maziarek (SLD), Bogdan Michalski (SLD), Paweł Obermeyer (SLD), Aleksandra Obrębska (Samoobrona RP), Marek Papuga (SLD), Paweł Połanecki (niezależny, poprzednio FP), Sławomir Potapowicz (niezależny, poprzednio PO), Erwina Ryś-Ferens (PiS lub PSL „Piast”, ew. PSL), Marek Rzewuski (PiS), Zbigniew Rzewuski (PiS), Tomasz Sieradz (PO), Anna Sikora (PiS), Waldemar Stępień (SLD), Adam Struzik (PSL), Agata Święcka (Samoobrona RP), Ireneusz Tondera (SLD), Jolanta Tuchowska (SLD), Andrzej Wiśniewski (PO), Ryszard Wolff (SLD), Marian Woronin (SLD), Mariusz Zalewski (LPR)

### III kadencja (2006–2010)
LiD: 4 
     PSL: 12 
     PO: 17 
     PiS: 14 
     LPR: 4 
Prezydium
- Przewodniczący: Robert Soszyński
  - Wiceprzewodniczący: Marian Krupiński
  - Wiceprzewodniczący: Bożenna Pacholczak
  - Wiceprzewodniczący: Marek Papuga

Kluby radnych
- Platforma Obywatelska – 20 radnych:
  - Artur Buczyński, Leszek Celej, Lucyna Fidor, Janusz Gołota, Jarosław Jankowski, Klara Kazimierska-Czaja, Jolanta Koczorowska, Grzegorz Kostrzewa-Zorbas, Stefan Kotlewski, Tomasz Kucharski, Elżbieta Lanc, Olga Łyjak, Jan Osiej, Ludwik Rakowski, Leszek Ruszczyk, Krzysztof Skolimowski, Robert Soszyński, Marcin Święcicki (Partia Demokratyczna), Urszula Uranowska-Muszyńska, Andrzej Wojciechowski
- Polskie Stronnictwo Ludowe – 12 radnych:
  - Henryk Antczak, Witold Chrzanowski, Cecylia Domżała, Bogumił Ferensztajn, Danuta Janusz, Maria Kowalska, Wiesława Krawczyk, Jerzy Krupa, Marian Krupiński, Bożenna Pacholczak, Erwina Ryś-Ferens, Adam Struzik
- Prawo i Sprawiedliwość – 7 radnych:
  - Agnieszka Beata Górska, Irena Kleniewska, Benedykt Pszczółkowski, Jan Rejczak, Janina Rogg, Karol Tchórzewski, Maciej Więckowski
- Mazowieckie Przymierze Prawicy – 6 radnych:
  - Liga Polskich Rodzin – Cyprian Gutkowski, Paweł Sulowski
  - Mazowsze XXI – Jakub Czułba, Lidia Ujazdowska (PiS)
  - Prawica Rzeczypospolitej – Piotr Strzembosz
  - Agnieszka Górska
- Sojusz Lewicy Demokratycznej – 3 radnych:
  - Dorota Grochala, Marek Papuga, Jacek Pużuk
- Niezrzeszeni – 2 radnych:
  - Marian Brudzyński (niezależny, poprzednio Liga Polskich Rodzin)
  - Tomasz Matuszewski (PSL)

### IV kadencja (2010–2014)
SLD: 7 
     PSL: 13 
     PO: 17 
     PiS: 14 
Prezydium
- Przewodniczący: Ludwik Rakowski
  - Wiceprzewodniczący: Tomasz Kucharski
  - Wiceprzewodniczący: Bożenna Pacholczak
  - Wiceprzewodniczący: Katarzyna Piekarska

Kluby radnych
- Platforma Obywatelska – 17 radnych:
  - Mateusz Baj, Wojciech Bartelski, Katarzyna Bornowska, Leszek Celej, Paweł Czekalski, Urszula Kierzkowska, Jolanta Koczorowska, Maurycy Komorowski, Stefan Kotlewski, Tomasz Kucharski, Elżbieta Lanc, Andrzej Łuczycki, Olga Łyjak, Wioletta Paprocka-Ślusarska, Ludwik Rakowski, Krzysztof Skolimowski, Urszula Uranowska-Muszyńska
- Prawo i Sprawiedliwość – 13 radnych:
  - Maria Gajewska, Agnieszka Beata Górska, Witold Kołodziejski, Krzysztof Piechota, Benedykt Pszczółkowski, Jan Rejczak, Janina Rogg, Barbara Rudzińska-Mękal, Andrzej Snarski, Karol Tchórzewski, Ewa Tomaszewska, Martyna Wojciechowska-Tsobekhia, Krzysztof Żochowski
- Polskie Stronnictwo Ludowe – 13 radnych:
  - Henryk Antczak, Mirosław Augustyniak, Witold Chrzanowski, Zbigniew Gołąbek, Maria Kowalska, Wiesława Krawczyk, Marian Krupiński, Mirosław Orliński, Janina Orzełowska, Bożenna Pacholczak, Leszek Przybytniak, Erwina Ryś-Ferens, Adam Struzik
- Sojusz Lewicy Demokratycznej – 6 radnych:
  - Krzysztof Gawkowski, Marek Papuga, Katarzyna Piekarska, Grzegorz Pietruczuk, Leszek Rejmer, Stanisław Rybski
- Niezrzeszeni – 1 radny:
  - Paweł Obermeyer (PSL)

### V kadencja (2014–2018)
SLD Lewica Razem: 1 
     PO: 15 
     PSL: 16 
     PiS: 19 
Prezydium
- Przewodniczący: Ludwik Rakowski
  - Wiceprzewodniczący: Wiesława Krawczyk
  - Wiceprzewodniczący: Tomasz Kucharski
  - Wiceprzewodniczący: Bożenna Pacholczak

Kluby radnych
- Polskie Stronnictwo Ludowe – 16 radnych:
  - Mirosław Augustyniak, Witold Chrzanowski, Cecylia Domżała, Grzegorz Gańko, Zbigniew Gołąbek, Wiesława Krawczyk, Marian Krupiński, Paweł Obermeyer, Mirosław Orliński, Janina Orzełowska, Bożenna Pacholczak, Leszek Przybytniak, Erwina Ryś-Ferens, Dorota Stalińska, Adam Struzik, Bożena Żelazowska
- Platforma Obywatelska – 15 radnych:
  - Wojciech Bartelski, Katarzyna Bornowska, Dariusz Dziekanowski, Jolanta Gruszka, Urszula Kierzkowska, Jolanta Koczorowska, Stefan Kotlewski, Igor Krajnow, Tomasz Kucharski, Elżbieta Lanc, Wioletta Paprocka-Ślusarska, Wiesław Raboszuk, Rafał Rajkowski, Ludwik Rakowski, Krzysztof Strzałkowski
- Prawo i Sprawiedliwość – 14 radnych:
  - Radosław Fogiel, Agnieszka Beata Górska, Paweł Kolczyński (Porozumienie), Witold Kołodziejski, Marzena Małek, Jakub Opara, Jan Rejczak, Ewa Szymańska, Karol Tchórzewski, Jerzy Wielgus, Krzysztof Winiarski, Piotr Wojciechowski, Tomasz Zdzikot, Krzysztof Żochowski
- Prawica Rzeczypospolitej – 3 radnych:
  - Krzysztof Kawęcki, Marian Piłka, Piotr Strzembosz
- Niezrzeszeni – 2 radne:
  - Katarzyna Piekarska (Sojusz Lewicy Demokratycznej)
  - Anna Sikora (niezależna, poprzednio PiS)

### VI kadencja (2018–2024)
KO: 18 
     PSL: 8 
     BS: 1 
     PiS: 24 
Prezydium
- Przewodniczący: Ludwik Rakowski
  - Wiceprzewodniczący: Tomasz Kucharski
  - Wiceprzewodniczący: Marcin Podsędek
  - Wiceprzewodniczący: Konrad Wojnarowski

Kluby radnych
- Prawo i Sprawiedliwość – 23 radnych:
  - Joanna Bala, Ewa Białecka, Andrzej Bittel, Artur Czapliński, Maria Gajewska, Łukasz Gołębiowski, Michał Grodzki, Witold Kołodziejski, Jakub Kowalski, Wojciech Kudelski, Łukasz Kudlicki, Katarzyna Lubiak, Mirosław Milewski, Damian Olszewski (Suwerenna Polska), Michał Prószyński, Jan Rejczak, Ewa Szczerba, Stefan Traczyk, Krzysztof Winiarski, Anna Wolszczak, Elżbieta Woźniak-Sionek, Wojciech Zabłocki, Krzysztof Żochowski
- Koalicja Obywatelska – 18 radnych:
  - Platforma Obywatelska – Katarzyna Bornowska, Anna Brzezińska, Helena Cichocka, Urszula Kierzkowska, Tomasz Kucharski, Elżbieta Lanc, Wioletta Paprocka-Ślusarska, Marcin Podsędek, Wiesław Raboszuk, Rafał Rajkowski, Ludwik Rakowski, Krzysztof Skolimowski, Krzysztof Strzałkowski, Aleksandra Śmietanka, Bartosz Wiśniakowski, Jadwiga Zakrzewska
  - Samorządowe Forum Ziemi Kozienickiej – Tomasz Śmietanka
  - Izabela Ziątek
- Polskie Stronnictwo Ludowe – 7 radnych:
  - Wiesława Krawczyk, Paweł Obermeyer, Janina Orzełowska, Leszek Przybytniak, Dorota Stalińska, Adam Struzik, Konrad Wojnarowski
- Niezrzeszeni – 1 radny:
  - Konrad Rytel (Mazowiecka Wspólnota Samorządowa)

### VII kadencja (2024–2029)
Lewica: 1 
     KO: 20 
     TD: 8 
     PiS: 21 
     KiBS: 1 
Prezydium
- Przewodniczący: Ludwik Rakowski
  - Wiceprzewodniczący: Paulina Piechna-Więckiewicz
  - Wiceprzewodniczący: Marcin Podsędek
  - Wiceprzewodniczący: Konrad Wojnarowski

Kluby radnych
- Koalicja Obywatelska – 20 radnych:
  - Platforma Obywatelska – Katarzyna Bornowska, Anna Brzezińska, Krzysztof Chaberski, Alicja Dąbrowska, Robert Kempa, Tomasz Kucharski, Sylwia Lacek, Elżbieta Lanc, Katarzyna Łęgiewicz, Anna Majchrzak, Magdalena Nowacka, Wioletta Paprocka-Ślusarska, Marcin Podsędek, Wiesław Raboszuk, Rafał Rajkowski, Ludwik Rakowski, Krzysztof Strzałkowski, Igor Sulich, Aleksandra Śmietanka
  - Inicjatywa Polska – Anna Uzdowska-Gacek
- Prawo i Sprawiedliwość – 20 radnych:
  - Łukasz Cicholski, Artur Czapliński, Michał Grodzki, Anna Kaszuba, Janusz Kotowski, Jakub Kowalski, Wojciech Kudelski, Paweł Lisiecki, Katarzyna Lubiak, Andrzej Melak, Łukasz Mierzejewski, Magdalena Murawska, Damian Olszewski, Michał Orliński, Robert Perkowski, Błażej Poboży, Zdzisław Sipiera, Teresa Wargocka, Edyta Wietrak, Krzysztof Żochowski
- Trzecia Droga PSL-Polska 2050 – 8 radnych (wszyscy Polskie Stronnictwo Ludowe):
  - Grzegorz Benedykciński, Rafał Kowalczyk, Paweł Obermeyer, Janina Orzełowska, Piotr Papis, Dorota Stalińska, Adam Struzik, Konrad Wojnarowski
- Niezrzeszeni – 3 radnych:
  - Marek Martynowski (niezależny, poprzednio PiS)
  - Paulina Piechna-Więckiewicz (Nowa Lewica)
  - Konrad Rytel (Mazowiecka Wspólnota Samorządowa)

## Oficjalne wyniki wyborów do Sejmiku

### 1998[19]
|  | Komitet wyborczy              | Mandaty |
|  | ----------------------------- | ------- |
|  | Akcja Wyborcza Solidarność    | 32      |
|  | Sojusz Lewicy Demokratycznej  | 30      |
|  | Przymierze Społeczne          | 11      |
|  | Unia Wolności                 | 6       |
|  | Stowarzyszenie Rodzina Polska | 1       |
|  | Razem                         | 80      |

### 2002[20]
|  | Komitet wyborczy                          | Mandaty |
|  | ----------------------------------------- | ------- |
|  | Sojusz Lewicy Demokratycznej – Unia Pracy | 14      |
|  | Prawo i Sprawiedliwość                    | 10      |
|  | Samoobrona Rzeczpospolitej Polskiej       | 8       |
|  | Liga Polskich Rodzin                      | 7       |
|  | Polskie Stronnictwo Ludowe                | 7       |
|  | Platforma Obywatelska                     | 5       |
|  | Razem                                     | 51      |

### 2006[21]
|  | Komitet wyborczy           | Mandaty |
|  | -------------------------- | ------- |
|  | Platforma Obywatelska      | 17      |
|  | Prawo i Sprawiedliwość     | 14      |
|  | Polskie Stronnictwo Ludowe | 12      |
|  | Lewica i Demokraci         | 4       |
|  | Liga Polskich Rodzin       | 4       |
|  | Razem                      | 51      |

### 2010[22]
|  | Komitet wyborczy             | Mandaty |
|  | ---------------------------- | ------- |
|  | Platforma Obywatelska        | 17      |
|  | Prawo i Sprawiedliwość       | 14      |
|  | Polskie Stronnictwo Ludowe   | 13      |
|  | Sojusz Lewicy Demokratycznej | 7       |
|  | Razem                        | 51      |

### 2014[23]
|  | Komitet wyborczy           | Mandaty |
|  | -------------------------- | ------- |
|  | Prawo i Sprawiedliwość     | 19      |
|  | Polskie Stronnictwo Ludowe | 16      |
|  | Platforma Obywatelska      | 15      |
|  | SLD Lewica Razem           | 1       |
|  | Razem                      | 51      |

### 2018[24]
|  | Komitet wyborczy           | Mandaty |
|  | -------------------------- | ------- |
|  | Prawo i Sprawiedliwość     | 24      |
|  | Koalicja Obywatelska       | 18      |
|  | Polskie Stronnictwo Ludowe | 8       |
|  | Bezpartyjni Samorządowcy   | 1       |
|  | Razem                      | 51      |

### 2024[25]
|  | Komitet wyborczy                        | Mandaty |
|  | --------------------------------------- | ------- |
|  | Prawo i Sprawiedliwość                  | 21      |
|  | Koalicja Obywatelska                    | 20      |
|  | Trzecia Droga                           | 8       |
|  | Lewica                                  | 1       |
|  | Konfederacja i Bezpartyjni Samorządowcy | 1       |
|  | Razem                                   | 51      |